# Thyrsos (Freigelassener)
Thyrsos war ein im 1. Jahrhundert v. Chr. lebender Freigelassener von Octavian (Gaius Octavius), dem späteren römischen Kaiser Augustus.

## Gesandtschaft zu Kleopatra
Nachdem der Triumvir Marcus Antonius und seine Geliebte, die ägyptische Königin (Pharaonin) Kleopatra, 31 v. Chr. durch den Krieg in Griechenland und die anschließende Schlacht bei Actium entscheidend von ihrem Gegenspieler Octavian besiegt worden und daraufhin nach Ägypten geflüchtet waren, zog der nun übermächtige spätere Princeps im Frühjahr 30 v. Chr. mit seinen Truppen allmählich gegen das Nilland. Da suchte Kleopatra durch Aufnahme diplomatischer Kontakte zu Octavian auszuloten, ob noch etwas für sie zu retten war. Hierüber sind insbesondere die Berichte von Plutarch und Cassius Dio erhalten, die aber beide durch die auf eine möglichst ungünstige Darstellung Kleopatras und Antonius’ abzielende octavianische Propaganda gefärbt und daher mit entsprechender Vorsicht auszuwerten sind.
Als Octavian sich im Frühjahr 30 v. Chr. bereits in Kleinasien aufhielt und eine Gesandtschaft Kleopatras empfangen hatte, schickte er seinerseits mit dem zurückkehrenden Euphronios seinen vertrauten Freigelassenen Thyrsos zu Geheimverhandlungen zur Königin nach Alexandria, weil dieser laut Plutarch auf gewinnende Art Botschaften an eine stolze, ihrer Schönheit außerordentlich bewussten Frau zu überbringen verstanden habe. Cassius Dio zufolge befürchtete Octavian, dass Kleopatra, falls sie auf keinerlei Entgegenkommen von seiner Seite mehr hoffte, Selbstmord begehen und ihre Schätze vernichten würde, ehe er diese für die Bezahlung seiner Soldaten sehr notwendigen Mittel in seine Gewalt bringen könnte. Diese Aussage hält der Althistoriker Christoph Schäfer für glaubwürdig. Unglaubwürdig erscheinen jedoch Cassius Dios weitere Ausführungen, dass Thyrsos im Auftrag seines Herrn Kleopatra vorgetäuscht habe, dass Octavian sie liebe, um sie so vielleicht von der Verbrennung ihrer Schätze abzuhalten sowie zur Ermordung des Antonius zu veranlassen. Weiterhin bestehen Zweifel, dass die Königin Thyrsos’ Beteuerungen bezüglich Octavians vermeintlicher Liebe zu ihr auf den Leim gegangen sei, weil sie sich schon Caesar und Antonius gefügig gemacht hätte und nun der Meinung gewesen sei, Octavian ebenfalls bezirzen und so ihre Regierung über Ägypten behalten, ja sogar die Herrschaft über das ganze römische Reich erlangen zu können.
Plutarch berichtet, dass Thyrsos länger und häufiger als andere mit Kleopatra gesprochen und auffällige Ehren genossen habe. Der dadurch argwöhnisch gewordene Antonius habe aber Thyrsos auspeitschen lassen und danach mit der Bemerkung an Octavian zurückgeschickt, dieser könne im Gegenzug Antonius’ Freigelassenen Hipparchus peitschen lassen, wenn ihn das Vorgefallene verdrieße.
Über das weitere Schicksal des Thyrsos ist nichts überliefert.